# Timber
Timber er en sang af Eddie Meduza. Sangen kan findes på kassettudgaven af Aint Got No Cadillac fra 1985. Sangen var inkluderet som bonusspor til CD-udgaven fra 2002.
I en uofficiel afstemning fra sommeren 2002 om Eddie Meduzas 100 bedste sange endte "Timber" på syttende plads.

## Tekst
Sangen handler om en mand der rejser fra Sverige til Vancouver i Canada for at forsørge sig selv som en tømmerhugger, men når han drikker en masse alkohol, triller han normalt, og hver gang han gør det, råber folk "timber!".